# Félibrige

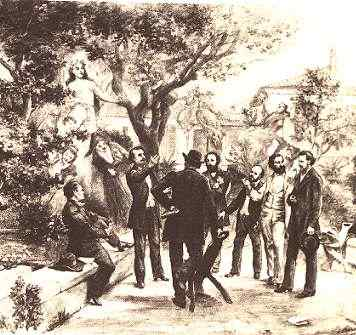
Reunión del Félibrige en 1854.

El Félibrige (en occitano: lou Felibrige según la norma mistraliana, lo Felibritge según la norma clásica) es una asociación literaria fundada en 1854 por Frédéric Mistral y otros escritores provenzales para proteger y cultivar la lengua occitana (o langue d'oc). 

## Historia
Fue fundado, bajo la advocación de Santa Estela, el 21 de mayo de 1854 en Châteauneuf-de-Gadagne (Vaucluse), por siete jóvenes poetas : Frédéric Mistral, Joseph Roumanille, Théodore Aubanel, Jean Brunet, Paul Giéra, Anselme Mathieu y Alphonse Tavan.
En un primer momento, su acción se limitó al provenzal, pero muy pronto, desde 1878, se extiende al conjunto occitano-románico (lengua occitana y catalán). Pero el 1893 se decidió excluir los mayorales catalanes y reducir la acción al occitano y al Rossellón.
La extensión del Félibrige fuera de Provenza se debe a escritores como Michel Camélat y Simin Palay (Gascuña y Bearn), Justin Bessou (Rouergue), Arsène Vermenouse (Auvernia) y muchos otros. 
Hoy en día el Félibrige es una de las organizaciones culturales más destacadas de Occitania, y la única presente en los 36 departamentos de lengua d'oc, junto con el Institut d'Estudis Occitans (IEO).

## Organización
Las secciones regionales del Félibrige se llaman mantenènço
El presidente lleva el título capoulié (según norma mistraliana) o capolier (norma clásica). Jacques Mouttet es el actual capoulié del Félibrige, decimocuarto sucesor de Frédéric Mistral al frente de la organización. 
La asamblea general del Félibrige tiene lugar cada vez en una ciudad distinta de Occitania, el día de Santa Estela o en alguna fecha próxima.

## Origen del nombre
El nombre Félibrige proviene de la palabra félibre, y esta a su vez tiene su origen en un error popular: el cántico Li revelacioun de sant Antòni cuenta los siete dolores de la Virgen María, y uno de ellos es haber perdido a su hijo, quien se encontraba en el templo emé li Sefer, libre de la lèi (= con los Sefer, rollos en hebreo, libros de la ley). En boca del pueblo el verso se reinterpretó como emé li sèt felibre de la lèi = con los siete félibres de la ley
Así originada, la palabra félibre, pronto se vio envuelta en un halo de misterio y prestigio, pues ¿qué podían ser esos siete félibres sino grandes sabios?
Por otra parte, la palabra félibre contenía la palabra libre, que en provenzal significa no solo libre, sino también libro, lo que podía ilustrar bien el espíritu del Félibrige: alcanzar la libertad mediante la cultura, y especialmente, mediante la literatura.

## Normas ortográficas en el Félibrige
El idioma occitano moderno conoce dos normas principales y enfrentadas: la norma mistraliana y la norma clásica.
El Félibrige adoptó desde su fundación, en 1854, la norma mistraliana, creada por Joseph Roumanille y desarrollada por Frédéric Mistral.
No obstante la norma clásica fue paulatinamente adoptada por una parte del Félibrige a lo largo del siglo XX, sobre todo a partir de los años 60, y en especial fuera de Provenza. La mantenènço del Félibrige de Provenza sigue utilizando la norma mistraliana de manera casi exclusiva.